# Centrale solaire thermodynamique
Pour les articles homonymes, voir CSP.
Une centrale solaire thermodynamique (ou centrale solaire thermique à concentration ou encore héliothermodynamique), en anglais CSP (pour concentrated solar power) est un site industriel qui concentre les rayons du Soleil à l'aide de miroirs afin de chauffer un fluide caloporteur, lequel sert en général à produire de l'électricité. Ce type de centrale permet, en stockant ce fluide dans un réservoir, de prolonger le fonctionnement de la centrale plusieurs heures au-delà du coucher du Soleil. Différents types de centrales sont distingués selon la forme des miroirs (plats ou courbés) et la distribution du fluide caloporteur (ponctuelle ou linéaire).
La production des centrales solaires thermodynamiques atteignait 13 625 GWh en 2022, soit 0,05 % de la production mondiale d'électricité, 95 fois moins que celle du solaire photovoltaïque. Les principaux pays producteurs sont l'Espagne (33,3 %), les États-Unis (23,9 %), la Chine (15,2 %) et l'Afrique du Sud (10,6 %).

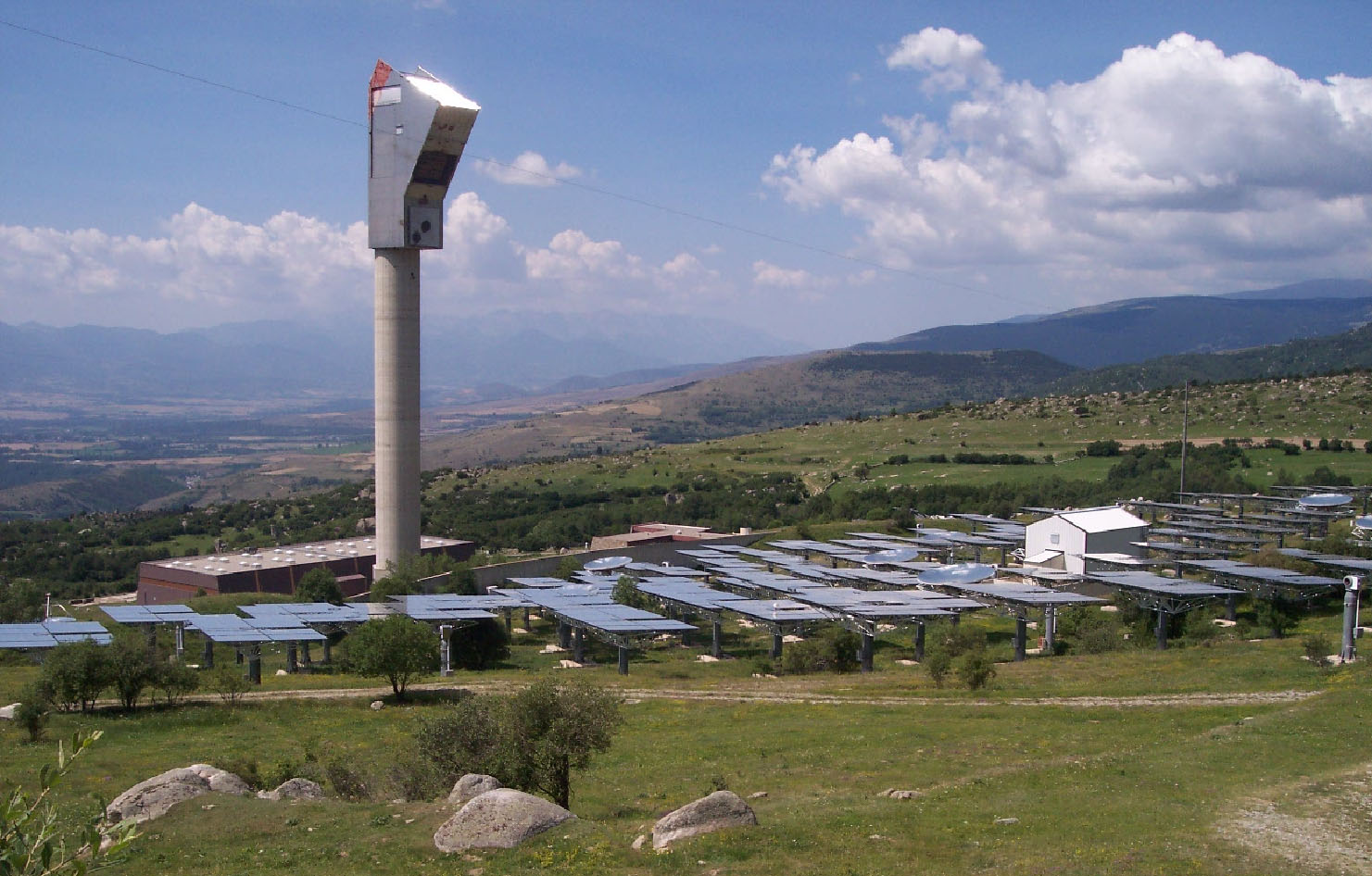
La centrale solaire Thémis.

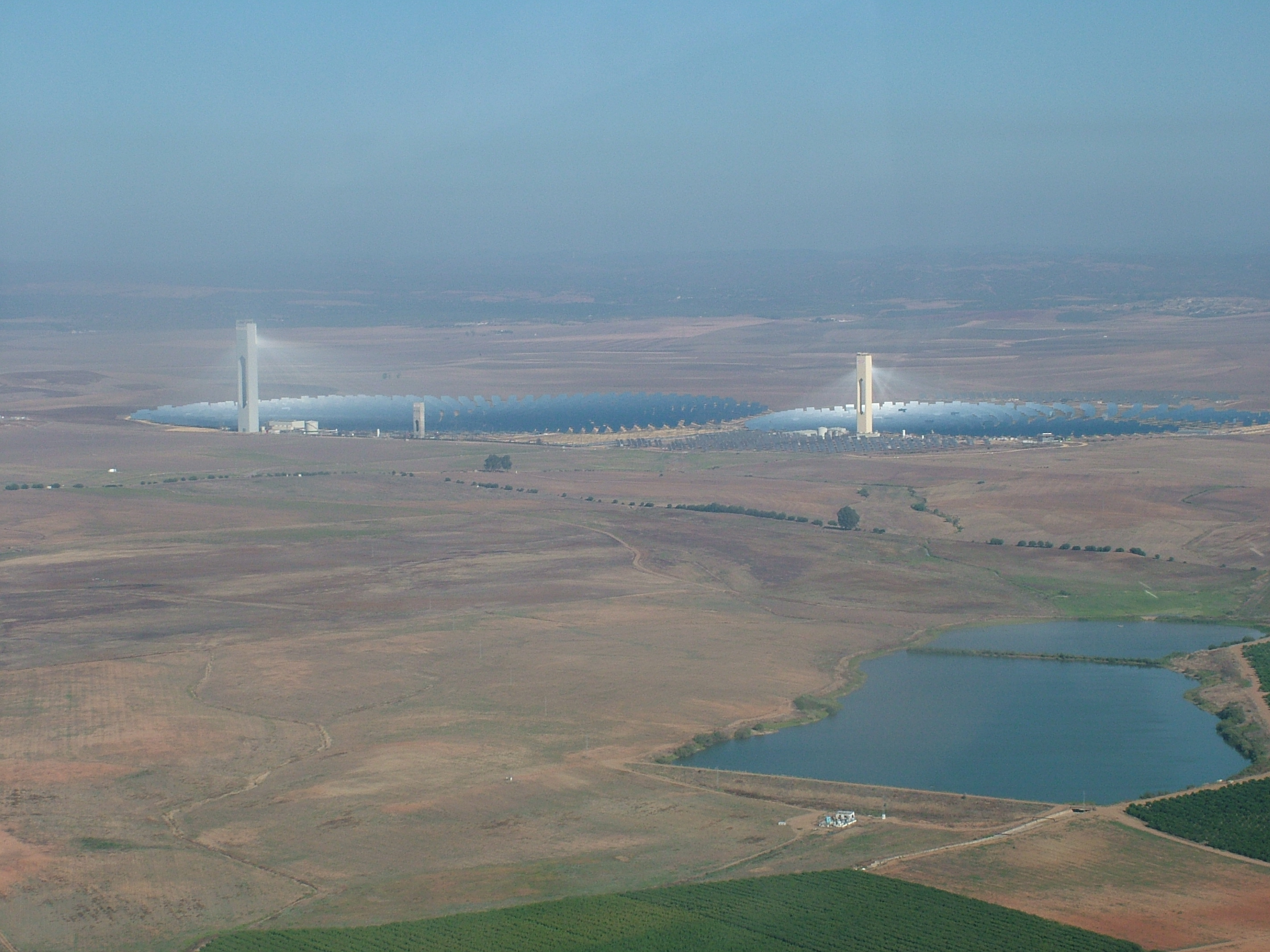
Centrales solaires PS10 et PS20 à Sanlucar la Mayor, près de Séville, en 2010.

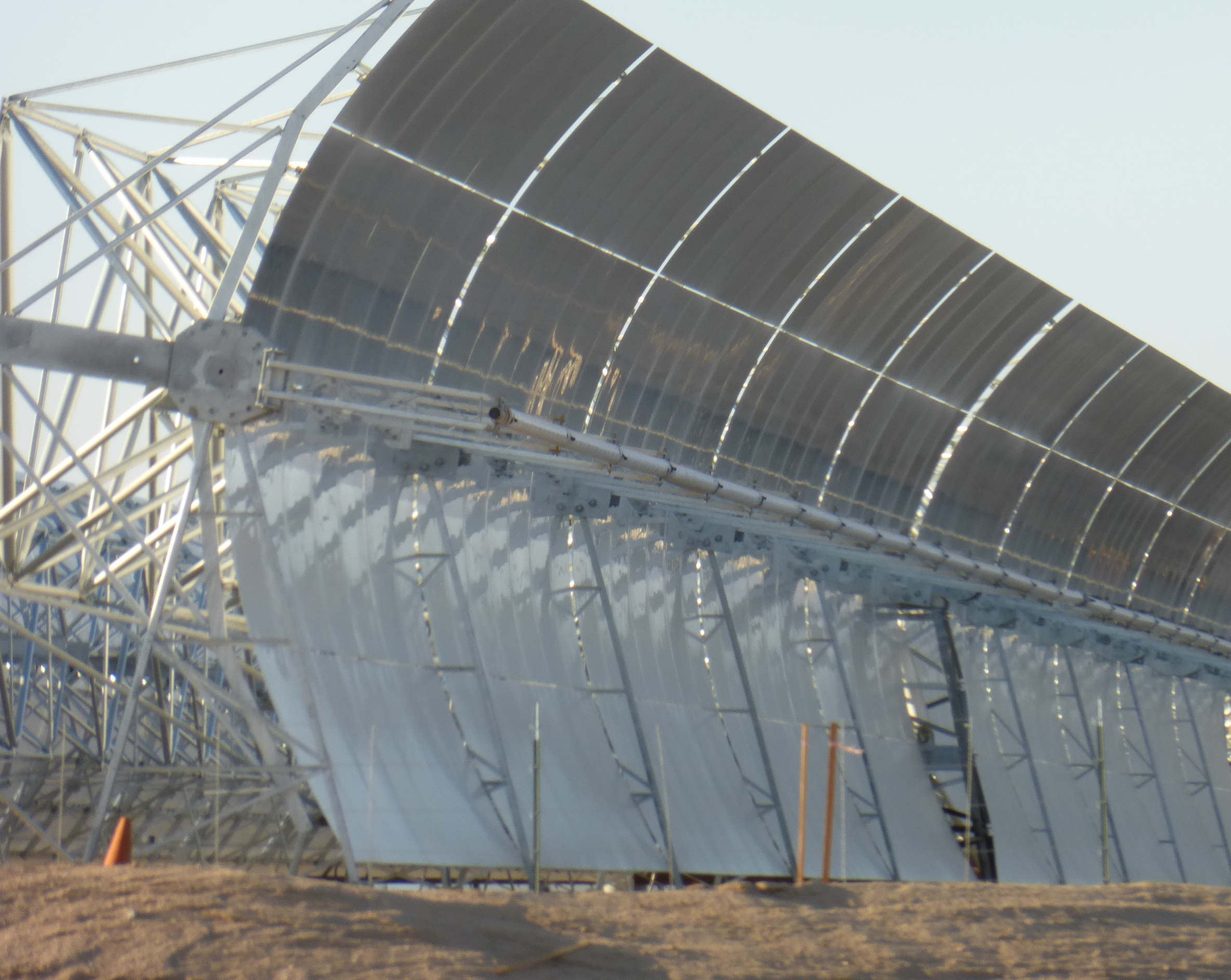
Miroirs cylindro-paraboliques dans la centrale solaire de Mojave en Californie.

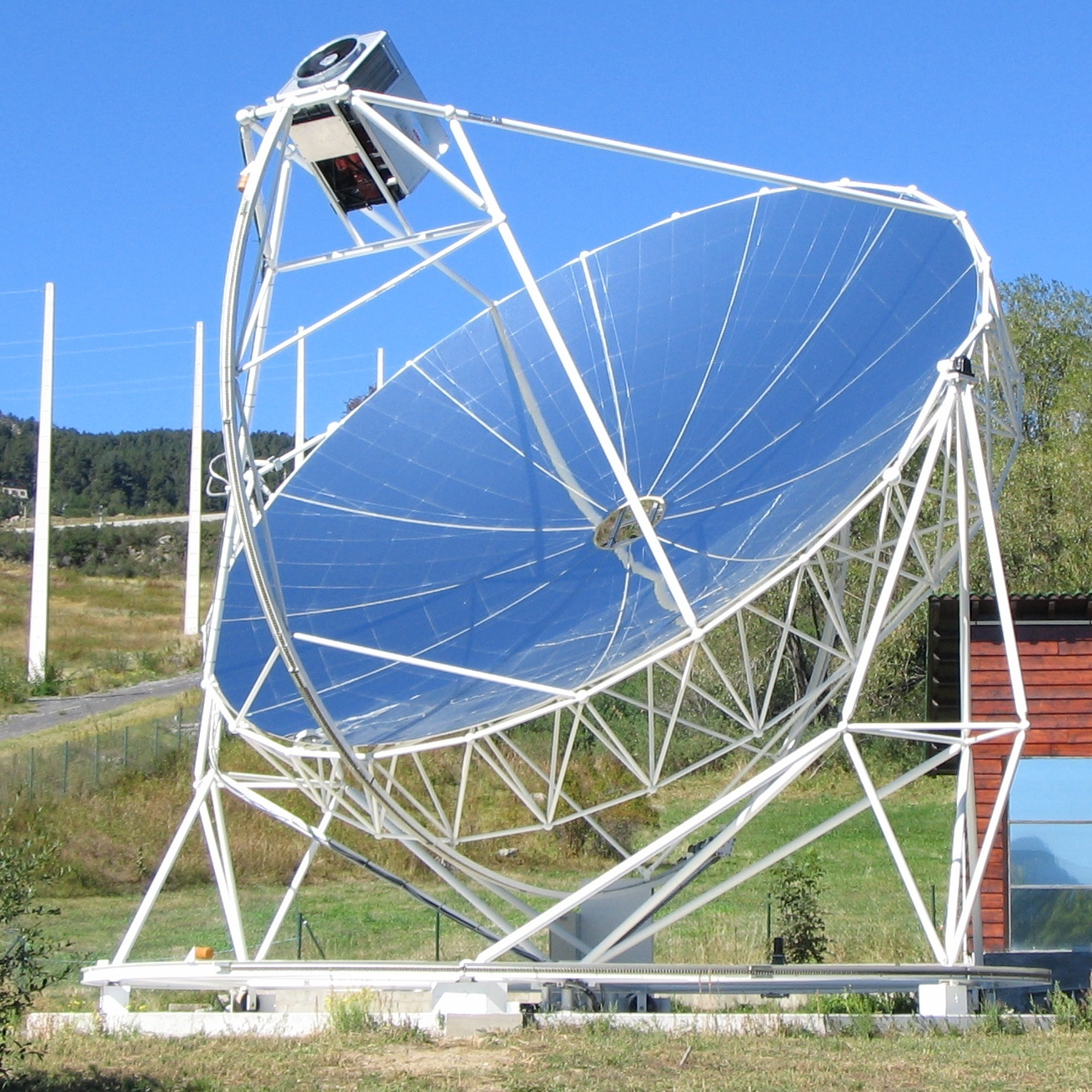
Centrale solaire parabolique (projet DISH-STIRLING à Font-Romeu-Odeillo).

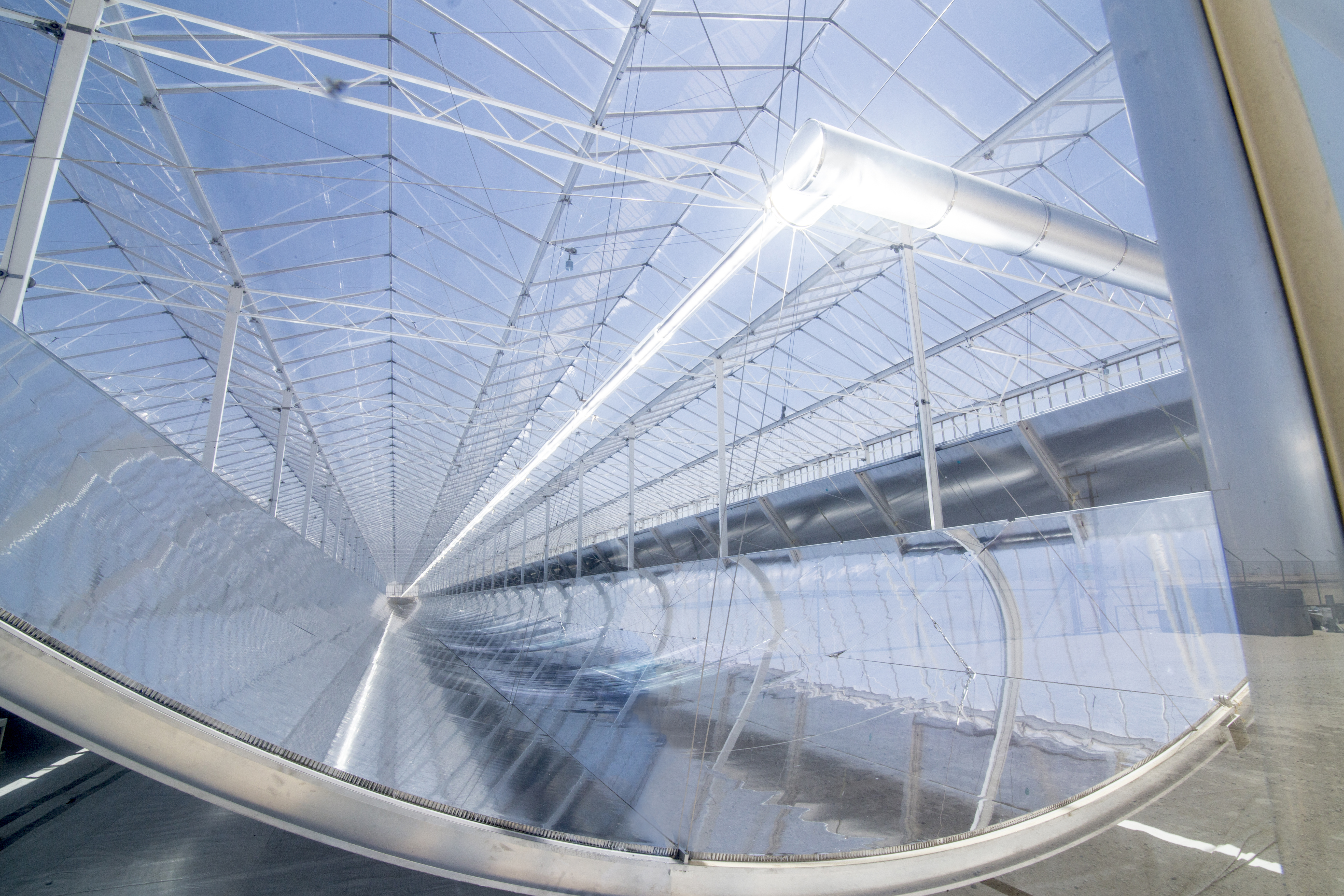
Vue d'une installation de miroirs paraboliques concentrant le rayonnement infrarouge du soleil sur des tubes de production de vapeur à partir d'eau (système GlassPoint).

## Types et filières

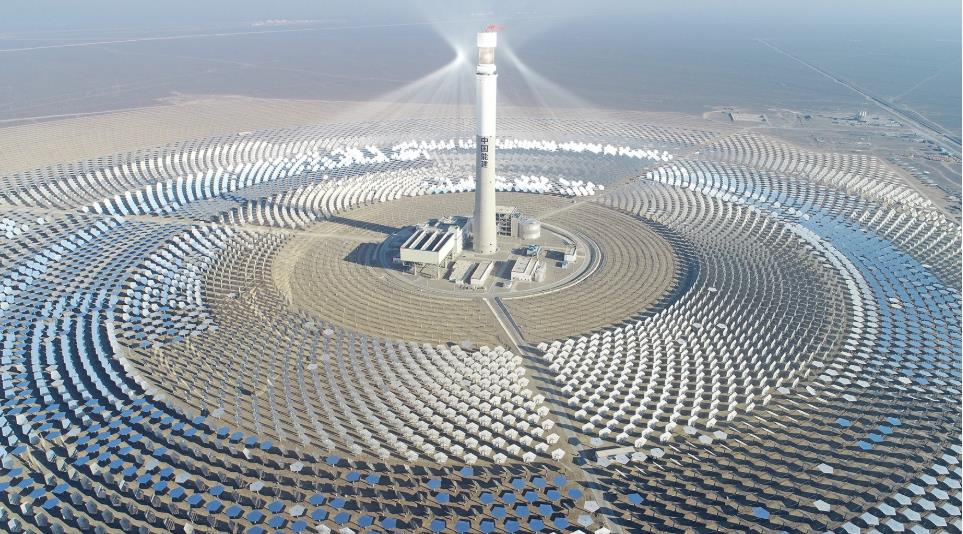
Centrale solaire thermodynamique à sels fondus de 50 MW à Hami (Chine).

Plusieurs technologies ont été mises en œuvre à l'échelle industrielle. La centrale à tour est constituée d'un champ de capteurs solaires motorisés, les héliostats, qui concentrent les rayons du Soleil vers un foyer fixe, situé en haut d'une tour, où se trouve une chaudière. Dans les centrales à miroirs cylindro-paraboliques, ceux-ci concentrent le rayonnement sur des tubes remplis d'un fluide caloporteur. Une technologie proche, les miroirs de Fresnel, utilise des miroirs plans (ou quasi-plans) pivotant autour d’un axe horizontal de façon à suivre la course du Soleil et ainsi rediriger et concentrer de manière optimale les rayons solaires vers un tube absorbeur. Dans ces deux technologies, le caloporteur (huile ou sels fondus) circulant dans le tube est ainsi porté à haute température et envoyé dans un générateur de vapeur. La vapeur fait ensuite tourner des turbines qui entraînent des alternateurs produisant de l'électricité. Le Dish Stirling (en) parabolique, associant centrale solaire thermodynamique et moteur Stirling, permet d'atteindre de très hautes températures (plus de 700 °C) et ainsi la plus grande efficacité de toutes les technologies solaires, soit 29 % par rapport aux 15 à 20 % habituels de l'énergie solaire photovoltaïque.
D'autres pistes thermodynamiques sont actuellement explorées pour exploiter le rayonnement solaire. Une solution utilisant de l'air chauffé à plus de 726,85 °C par un lit fluidisé (par exemple de carbure de silicium) a été proposée dans les années 2000, conçue pour mieux résister à la fatigue thermique ; celle-ci est notamment liée aux irrégularités de la ressource solaire et pose un problème pour les échangeurs thermiques classiques. Un apport d'air très chaud y remplacerait la chambre de combustion de l'équivalent d'une turbine à gaz par un concentrateur d’énergie solaire,,. Des microcentrales à paraboles autonomes associées à un moteur Stirling au foyer (de 10 à 25 kW), fonctionnant avec des sources chaudes de plus de 500 °C, permettraient une production décentralisée de chaleur et d'électricité,.
L’Union européenne finance, par le biais du programme H2020, le projet Capture, lancé en 2015, dont le but est de réduire les coûts des projets solaires à concentration pour améliorer leur compétitivité. Chaque composant d’une ferme solaire doit être développé afin d’en améliorer l’efficacité et de réduire le coût moyen de l’énergie produite. Le projet, qui rassemble 13 partenaires répartis sur six pays européens, consiste à construire, dans le sud de l’Espagne, une installation à concentration de plusieurs tours et quatre parcs, dont trois exploitant des cycles de Brayton (cycle thermodynamique à caloporteur gaz).

## Stockage de l'énergie

### Sels fondus
Les technologies solaires thermodynamiques présentent un avantage majeur par rapport au photovoltaïque : elles permettent de prolonger la production d'électricité au-delà de la période d'irradiation solaire, moyennant un investissement additionnel, en stockant le fluide caloporteur dans des réservoirs pour pouvoir en extraire la chaleur plusieurs heures après le coucher du Soleil.
Ainsi, la centrale solaire américaine Solar Two (en) dans le désert des Mojaves peut encore fonctionner trois heures après que le Soleil a disparu. Le stockage de l'énergie est fait à l'entrée du générateur sous forme de chaleur (560 °C) dans des cuves de sels fondus, ce qui permet à la centrale de continuer à fonctionner en l'absence de Soleil. Cette technique est reprise dans la centrale Solar Tres construite à Fuentes de Andalucía en Espagne, mais cette fois l'autonomie sans Soleil passe à 15 h, ce qui lui permet de fonctionner nuit et jour lors des périodes de fort ensoleillement. Ce type d'installation est destiné aux régions à fort ensoleillement comme la Californie ou le Sud de l'Espagne.
Areva a mis en service à Albuquerque, au Nouveau-Mexique, un démonstrateur de stockage d'énergie aux sels fondus dans le parc solaire hélio-thermodynamique des laboratoires Sandia intégrant des réflecteurs à miroirs de Fresnel linéaires. Il utilise les sels fondus comme fluide caloporteur, en les extrayant d'un réservoir « froid » (290 °C) pour les chauffer à 550 °C au contact des miroirs, puis les fait passer par un échangeur thermique pour générer la vapeur nécessaire à la production d'électricité ; les sels fondus sont enfin redirigés soit vers le réservoir froid, pour répéter le processus en boucle, soit vers un réservoir séparé pour le stockage. Les premiers résultats montrent que les sels fondus permettent de faire fonctionner la centrale à haute température, de simplifier les opérations et donc de réduire le coût global, un facteur clé alors que le département de l'Énergie des États-Unis (DOE) vise, à travers son programme Sunshot, la réduction des coûts des centrales solaires installées de 0,06 $/kWh d'ici à 2020.

### Intégration d'un procédé thermochimique
Un cycle thermochimique peut être exploité pour stocker l'énergie solaire concentrée. Plusieurs intégrations ont été étudiées.

## Production de dihydrogène par réaction thermochimique
Le projet Hydrosol expérimente la concentration des rayons solaires pour activer une réaction thermochimique formant de l'hydrogène par craquage de l'eau. La technique montre un potentiel intéressant en matière d'efficacité et de stockage de l'énergie.

## Utilisations
Alors qu'initialement les technologies solaires thermodynamiques étaient utilisées uniquement pour la production d'électricité, elles commencent en 2018 à trouver une nouvelle utilisation : la production de vapeur pour l’industrie ou pour les réseaux de chaleur.
Dans le nord du Danemark, dans la ville de Brønderslev, le développeur Aalborg CSP a mis en service le 19 mars 2018 un projet combinant une installation solaire à concentration et une centrale à biomasse de type ORC (machine à cycle organique de Rankine). Ce projet, d’une puissance thermique de 16,6 MW, peut produire à la fois de la chaleur et de l’électricité ; la partie solaire utilise des capteurs cylindro-paraboliques. Le projet de la ville danoise de Taars combine une centrale à concentration de 4 039 m2 et un champ de capteurs plans vitrés de 5 972 m2, qui fournit 31 % des besoins totaux du réseau de chaleur, soit une production de chaleur fournie de 6 082 MWh.
En Espagne, Alcalá Ecoenergías a signé un contrat en février 2018 pour la construction du premier grand réseau de chaleur hybride solaire-biomasse d’Espagne à Alcalá de Henares, qui sera équipé d’une chaudière biomasse de 30 MW et d’une centrale solaire à concentration de 12 MW.

## Aspects économiques

### Perspectives de marché
Selon les scénarios prospectifs établis en 2014 par l’Agence internationale de l'énergie (AIE), le solaire thermodynamique à concentration était appelé à jouer un rôle significatif dans la production d'électricité mondiale à l’horizon 2050 : l'AIE prévoyait que le solaire thermodynamique à concentration (toutes filières confondues) représenterait 11 % de la production d’électricité en 2050, soit 4 350 TWh avec une capacité installée de près de 1 000 GW, dont 229 GW aux États-Unis, 204 GW au Moyen-Orient, 186 GW en Inde, 147 GW en Afrique et 118 GW en Chine ; 53 GW seraient exportés de l'Afrique du Nord vers l'Europe ; la baisse des coûts moyens de production de 168 $/MWh en 2015 à 71 $/MWh pour des centrales avec stockage les rendrait compétitives dans les pays les plus ensoleillés, en pointe et demi-pointe, vers 2020 et en base vers 2030 ; ces centrales pourraient également produire de la chaleur pour les processus industriels et le dessalement d'eau de mer et de l'hydrogène pour remplacer le gaz naturel (3 % des besoins d'énergie en 2050).
Dans les scénarios les plus optimistes, tels que ceux établis dans le cadre du programme AIE SolarPACES (hi), la European Solar Thermal Electricity Association et Greenpeace anticipaient une capacité installée de 1 500 GW au niveau mondial. Ces perspectives supposaient le développement rapide d’une filière industrielle solaire thermodynamique à concentration, sachant qu’en 2014, le parc de centrales en service comportait une quarantaine de sites au niveau mondial.
En 2013, après la suppression par le gouvernement Rajoy des aides aux énergies renouvelables, le développement du solaire s'est arrêté en Espagne.
Le coût de l'électricité produite par les centrales photovoltaïques de taille commerciale a chuté de 355 $/MWh en 2009 à 51 $/MWh en 2019, selon BloombergNEF, soit 38 % du coût de 135 $/MWh auquel la centrale de Crescent Dunes (en) vend sa production.
Le développeur américain de centrales solaires thermodynamiques eSolar disparaît en 2017, puis à la fin de 2019, le développeur SolarReserve (en) fait faillite après que les pouvoirs publics ont repris le contrôle de sa filiale Tonopah Solar Energy, chargée de l'exploitation de sa centrale de Crescent Dunes (en), qui avait multiplié les problèmes techniques et n'avait jamais réussi à tenir ses engagements contractuels. Il ne reste plus aux États-Unis qu'un seul développeur : BrightSource, qui travaille surtout sur le projet Ashalim en Israël.
En 2020, le solaire thermodynamique n'est plus considéré comme un concurrent du photovoltaïque, mais comme une solution de stockage d'énergie permettant de compenser les variations des énergies intermittentes. Ainsi, l'Afrique du Sud a organisé un appel d'offres qui donnait aux centrales solaires thermodynamiques un bonus de 270 % en plus du tarif de base pour produire de l'électricité en fin d'après-midi et en soirée. Plus récemment, à Dubaï, la centrale hybride Noor Energy 1, combinant solaire thermodynamique et photovoltaïque, est en construction et doit comprendre un stockage de 550 000 tonnes de sels fondus, le plus grand jamais réalisé, pour fournir de l'électricité nocturne à 92 $/MWh, alors que l'électricité produite pendant la journée par la partie photovoltaïque de la centrale coûtera 24 $/MWh. Par ailleurs, le Plan national 2021-2030 pour l'énergie et le climat de l'Espagne, soumis en 2019 à l'Union européenne, envisage l'installation de 5 GW de solaire thermodynamique en plus des 2,5 GW existants. Ces 5 GW supplémentaires seraient entièrement consacrés à stocker de l'énergie pour les usages nocturnes, les usages diurnes étant couverts par du photovoltaïque.
Le département de l'Énergie des États-Unis a lancé en 2020 l'« Energy Storage Grand Challenge » afin de stimuler le développement de solutions de stockage d'énergie. L'expérience acquise grâce au solaire thermodynamique dans le stockage sous forme de sels fondus est mise en exergue : la capacité de stockage de la centrale solaire de Solana, 1 500 MWh, est la plus importante après celle des centrales hydroélectriques de pompage-turbinage, alors que la batterie construite par Tesla en Australie n'a qu'une capacité de 450 MWh.

### Coûts de production
Une étude de l'IRENA (Agence internationale de l'énergie renouvelable) publiée en 2013 évalue les coûts de production actualisés de l'électricité (LCOE) renouvelable en 2012 ; pour le solaire thermodynamique, elle fournit les coûts suivants :
- technologies cylindro-parabolique et Fresnel, sans système de stockage : 0,19 à 0,38 $/kWh (hypothèses : coût d'investissement : 3 400 à 4 600 $/kW ; facteur de charge : 20 à 27 %) le bas de la fourchette correspond à des projets très compétitifs (hors OCDE) dans des pays bénéficiant d’un ensoleillement exceptionnel ;
  - avec un système de stockage de six heures : 0,17 à 0,37 $/kWh ;
- centrales à tour (technologie moins mature selon l'étude) : 0,20 à 0,29 $/kWh avec système de stockage de 6 à 7 h 30 et 0,17 à 0,24 $/kWh avec un stockage de 12 à 15 h.

Le coût est fortement corrélé à l'ensoleillement : partant d'une base à 2 100 kWh/m2/an (ensoleillement DNI typique pour l'Espagne), le coût LCOE diminue de 4,5 % pour chaque tranche de 100 kWh/m2/an en plus.
Ces coûts de 2012 devraient continuer à baisser en fonction des progrès technologiques et des économies d'échelle.
Le coût minimum de 0,17 $/kWh, soit 170 $/MWh, équivaut à 126 €/MWh ; en comparaison, une étude du Fraunhofer Institute parue en novembre 2013 évalue le LCOE des centrales photovoltaïques du sud de l'Allemagne (indice solaire de 1 200 kWh/m2/an) entre 79 et 98 €/MWh, et un contrat récemment signé au Texas faisait ressortir un coût de 54 €/MWh ; le coût du solaire thermodynamique reste donc largement supérieur à celui du photovoltaïque, mais avec l'avantage du stockage qui lui confère une valeur nettement plus élevée.

## Installations réalisées et projets

### Production
La production des centrales solaires thermodynamiques atteignait 14 632 GWh en 2021 et 13 625 GWh en 2022, soit 0,05 % de la production mondiale d'électricité ; en comparaison, la production du solaire photovoltaïque s'élevait à 1 294 502 GWh (4,4 %), soit 95 fois plus. Les principaux pays producteurs sont l'Espagne : 4 536 GWh (33,3 %), les États-Unis : 3 258 GWh (23,9 %), la Chine : 2 069 GWh (15,2 %) et l'Afrique du Sud : 1 445 GWh (10,6 %). En 2023, la production de l'Espagne est remontée de 14 % à 5 165 GWh et celle des États-Unis a reculé de 5 % à 3 096 GWh.
| Source d'énergie    | 1990 | 2000 | 2010  | 2015  | 2016   | 2017   | 2018   | 2019   | 2020   | 2021   | 2022   | % 2022 | % pays  | 2023  |
| ------------------- | ---- | ---- | ----- | ----- | ------ | ------ | ------ | ------ | ------ | ------ | ------ | ------ | ------- | ----- |
| Espagne             |      |      | 761   | 5 593 | 5 579  | 5 883  | 4 867  | 5 683  | 4 992  | 5 176  | 4 536  | 33,3 % | 1,6 %   | 5 165 |
| États-Unis          | 663  | 526  | 879   | 3 544 | 3 701  | 3 586  | 3 940  | 3 534  | 3 426  | 3 170  | 3 258  | 23,9 % | 0,07 %  | 3 096 |
| Chine               |      |      | 2     | 29    | 42     | 67     | 425    | 1 159  | 1 749  | 2 004  | 2 069  | 15,2 % | 0,02 %  |       |
| Afrique du Sud      |      |      |       | 190   | 498    | 687    | 1 029  | 1 554  | 1 623  | 1 652  | 1 445  | 10,6 % | 0,6 %   |       |
| Maroc               |      |      |       | 4     | 400    | 414    | 793    | 1 186  | 1 130  | 1 285  | 863    | 6,3 %  | 2,0 %   |       |
| Israël              |      |      |       |       |        |        |        | 505    | 638    | 776    | 731    | 5,4 %  | 1,0 %   | 762   |
| Chili               |      |      |       |       |        |        |        |        |        | 153    | 307    | 2,3 %  | 0,3 %   | 307   |
| Émirats arabes unis |      |      |       | 243   | 261    | 257    | 233    | 229    | 251    | 270    | 298    | 2,2 %  | 0,2 %   |       |
| Koweït              |      |      |       |       |        |        |        | 75     | 160    | 138    | 110    | 0,8 %  | 0,1 %   |       |
| Australie           |      |      | 3     | 4     | 4      | 5      | 5      | 5      | 5      | 5      | 5      | 0,04 % | 0,002 % | 3     |
| Monde               | 663  | 526  | 1 645 | 9 607 | 10 485 | 10 900 | 11 293 | 13 933 | 13 977 | 14 632 | 13 625 | 100 %  | 0,05 %  | nd    |

### Puissance installée
L'Agence internationale pour les énergies renouvelables (IRENA) estime la puissance installée mondiale des centrales solaires thermodynamiques à la fin de 2024 à 7 581 MW, contre 6 864 MW fin 2023 et 6 576 MW fin 2022, dont 2 307 MW en Europe (30,4 %), 1 497 MW en Amérique du Nord (19,7 %), 1 328 MW en Asie (17,5 %), 1 185 MW en Afrique (15,6 %), 1 153 MW au Moyen-Orient (15,2 %) et 108 MW en Amérique du Sud (1,4 %). La progression de la puissance installée en 2024 est de 717 MW (soit +10,4 %) contre 300 MW en 2023 (+4,6 %) et 199 MW en 2022 (+3,1 %). L'Espagne reste le pays le plus équipé (2 302 MW, soit 30,4 % du total mondial), suivie par les États-Unis (1 480 MW, 19,5 %), la Chine (980 MW,12,9 %), les Émirats arabes unis (809 MW, 10,7 %), l'Afrique du Sud (600 MW,7,9 %), le Maroc (540 MW, 7,1 %), l'Inde (343 MW, 4,5 %), Israël (242 MW, 3,2 %) et le Chili (108 MW, 1,4 %). Les principales évolutions en 2024 sont les mises en service de 410 MW en Chine, 209 MW aux Émirats arabes unis et 100 MW en Afrique du Sud.
La puissance installée de ces centrales atteignait 6 571 MW fin 2021. Deux centrales ont été mises en service durant l’année 2021 : la centrale à tour chilienne Atacama 1, baptisée « Cerro Dominador » (110 MW), dotée d'un système de stockage de 17,5 heures et la centrale à tour chinoise Hami Tower CSP (50 MW) dont la construction a commencé en octobre 2017. En début d’année, la Chine a annoncé que dans le cadre de son programme pilote qui visait 1,3 GW de capacité CSP installés d’ici 2020, seuls 500 MW de projets avaient respecté l'échéance. Le pays prévoit de démarrer la construction de onze nouveaux projets avec systèmes de stockage d’ici 2024 pour une puissance de 100 MW chacun, dont huit centrales à tour, deux de type Fresnel et une centrale à tour à réflecteur secondaire (avec récepteur thermique situé au sol). En Espagne, Sener a lancé le projet Solgest-1 (150 MW, dont 40 MW photovoltaïque), la première centrale solaire à concentration hybride avec stockage de sel fondu et centrale photovoltaïque, dans la province de Séville. Acciona Energía travaille également sur un projet d’énergie thermosolaire hybride avec du photovoltaïque, Solbio 1 (135 MW), dans la province de Badajoz. Le chinois Cosin Solar a signé en 2019 un contrat pour le projet Minos (50 MW) en Grèce.
La puissance installée de ces centrales atteignait 6 411 MW fin 2020 (6 311 MW fin 2019) ; l'essentiel de leur développement se situe dans des zones où les conditions d’ensoleillement sont très propices : la Chine, l’Inde, l’Australie, l’Afrique du Sud, le Moyen-Orient et le Maghreb. Une seule centrale a été mise en service durant l’année 2020 : la centrale chinoise de CNNC Royal Tech Urat (100 MW) dotée d'un système de stockage de type sel fondu de dix heures, la plus grande centrale de type cylindro-parabolique du pays.
La puissance installée s'élevait à 5 663 MW fin 2018 ; 11 centrales ont été mises en service en 2018, dont deux en Afrique du Sud (200 MW), trois en Chine (200 MW), deux au Maroc (350 MW), une en Inde (100 MW), une en Arabie Saoudite (50 MW) et une au Koweit (50 MW). Les projets en construction totalisent 2 166 MW, et 1 045 MW de nouveaux projets sont attendus en 2019 en Chine et au Moyen-Orient. Selon l'IRENA, le coût actualisé de l’énergie a baissé en un an de 26 % à 16,4 c€/kWh (-46 % depuis 2010) et devrait chuter à 6 à 10 c€/kWh grâce aux mécanismes d'appels d'offres.
La puissance installée atteignait 4 845 MW fin 2017 ; 22 centrales étaient en construction, totalisant 1 625 MW, et 18 projets étaient en développement pour 2 245 MW, dont 785 MW en Chine, 700 MW à Dubaï, 360 MW en Afrique du Sud et 250 MW en Inde. En 2017, la puissance installée du solaire thermodynamique a progressé de 100 MW, soit +2 % ; plusieurs projets qui devaient être mis en service en 2017 ont été retardés, mais les projets en construction atteignent 2 GW, surtout en Chine, au Moyen-Orient et en Afrique ; la capacité de stockage d'énergie thermique des centrales en fonctionnement atteint 13 GWh, sous forme de sels fondus ; l'Espagne (2,3 GW) et les États-Unis (1,7 GW) concentrent 80 % du parc, mais le marché continue à basculer vers les pays émergents et ceux dotés de niveaux élevés d'insolation : l'Afrique du Sud est restée le leader du marché en 2017, et est même le seul pays à mettre en service une nouvelle centrale : Xina Solar One Power Station (en) (100 MW), portant sa puissance installée à 300 MW.
Pour la première fois, un projet solaire thermodynamique a réussi à atteindre la compétitivité économique par rapport aux moyens de production classiques, en emportant en septembre 2017 l'appel d'offres pour le projet de centrale solaire thermodynamique (tour solaire de 700 MW) de la phase 4 de la centrale solaire Mohammed ben Rashid Al-Maktoum, aux Émirats arabes unis, au prix de 0,073 $/kWh ; il n'aura donc besoin d'aucune subvention ; sa mise en service est programmée pour 2020.
Les tendances du marché en 2014 sont :
- l'augmentation de la taille des projets afin de réduire les coûts : 377 MW pour Ivanpah (tours solaires), production estimée : 1 079 GWh/an ; 280 MW  (944 GWh/an) pour Solana (miroirs cylindro-paraboliques) ; 100 MW pour Rajasthan Sun Technique (miroirs de Fresnel, Areva) ; des projets de 500 MW sont en cours de développement (projets de centrales à tours de Palen SEGS et Hidden Hills, par BrightSource Energy) ;
- le développement des systèmes de stockage, qui deviendra la norme à l'avenir ; ainsi, la centrale de Crescent Dunes (en) (110 MW) a un système de stockage à sels fondus permettant de produire la nuit ou lors des pointes de demande pendant une durée de dix heures, la centrale sud-africaine de Bokpoort (50 MW) a neuf heures de stockage, celle de Solana six heures et celle de Noor 1 au Maroc (160 MW) de trois heures.

Le secteur de l'énergie solaire thermodynamique était en croissance rapide en 2013, avec 3,7 GW en fonctionnement, 2 GW en construction, 4,8 GW de projets en développement et 3,3 GW planifiés fin 2013. Fin 2013, 19 pays disposaient déjà d'unités de taille commerciale en fonctionnement ou en construction : Espagne, États-Unis, Inde, Maroc, Algérie, Égypte, Émirats arabes unis, Oman, Iran, Thaïlande, Japon, Australie, Chili, Mexique, France, Italie, Chine, Canada, Papouasie-Nouvelle-Guinée, sans compter les unités de recherche ou de démonstration.
Dans les pays en développement, trois projets de centrales solaires thermodynamiques mixtes (solaire + gaz) financés par la Banque mondiale, en Égypte, au Mexique et au Maroc ont été approuvés en 2007.
En 2008, la capacité installée était évaluée à environ 431 MW, dont 420 MW en solaire thermodynamique à concentration de type cylindro-parabolique ; mi-2013, elle est de 7,5 GW en fonctionnement ou en construction. La feuille de route établie en 2013 par l’Agence internationale de l'énergie (AIE) pour le solaire thermodynamique à concentration prévoyait que la capacité installée à l’horizon 2020 pourrait atteindre 148 GW.

### Espagne
L'Espagne a été l'épicentre du développement de l'énergie solaire thermodynamique jusqu'en 2011 et reste de loin le premier producteur d'électricité par cette technique.

### États-Unis
Les États-Unis sont le deuxième producteur mondial, ils détiennent les cinq plus grandes centrales solaires thermodynamiques du classement mondial. Parmi les plus anciennes installations se trouvent celle d'Albuquerque d'une puissance de 5 MW (1976), celles de Solar Energy Generating Systems en Californie d'une puissance totale de 354 MW (1985) et Solar 2 en Californie (1996) d'une puissance de 10 MW.

### Koweït
La centrale de Shagaya (100 MW, cylindro-parabolique) a un stockage de 10 h.

### Europe hors Espagne
L'Europe compte 438 MW de projets en 2018, dont seulement deux en construction pour 10 MW ; ces projets se situent surtout en Italie : 204 MW, dont Flumini Mannu en Sardaigne (55 MW), Lentini (55 MW) et Solecaldo (41 MW) en Sicile ; la Grèce a deux projets : Maximus Dish project à Florina (75 MW) et MINOS CSP tower en Crête (50 MW), et Chypre un projet : Helios Power (51 MW) à Larnaca.
En France, Alba Nova 1, située en Corse, était la première centrale solaire thermodynamique d'envergure à avoir obtenu en 2011 un permis de construire depuis plus de 30 ans. Sa  construction est gelée en 2016 à la suite de la mise en faillite de son constructeur Solar Euromed. La centrale solaire eLlo de 9 MW a été inaugurée en septembre 2019. Le laboratoire PROMES-CNRS et ses partenaires testeront de nouveau en 2018, ou 2019, la centrale solaire Thémis reconfigurée. Elle devrait comporter une nouvelle turbine de 1,2 MW et utiliser des particules comme fluide caloporteur et pour le stockage thermique, dans le cadre du projet européen next-CSP.

### Mexique
Au Mexique : Agua Prieta2 de 12 MW.